# Pyrausta vanalis
Pyrausta vanalis là một loài bướm đêm trong họ Crambidae.